# Jean-Marc Germain
Jean-Marc Germain (nascido em 12 de junho de 1966) é um político francês, membro do Partido Socialista. Ele é o diretor do gabinete de Martine Aubry no Partido Socialista. Germain é também o marido de Anne Hidalgo, prefeita de Paris.
Na eleição legislativa 2012, foi eleito deputado da 12ª circunscrição de Hauts-de-Seine.

## Ligações Externas
- sans Jamais Martine
- Ces Fideles qui entourent Martine Aubry